# Иванска
Иванска је насељено место и седиште општине у Бјеловарско-билогорској жупанији, Република Хрватска.

## Историја
До територијалне реорганизације у Хрватској налазила се у саставу бивше велике општине Чазма.

## Становништво
На попису становништва 2011. године, општина Иванска је имала 2.911 становника, од чега у самој Иванској 722.

## Попис 1991.
На попису становништва 1991. године, насељено место Иванска је имало 885 становника, следећег националног састава:
| Попис 1991.‍  | Попис 1991.‍  | Попис 1991.‍ | Попис 1991.‍ | Попис 1991.‍ |
| ------------ | ------------ | ----------- | ----------- | ----------- |
|              |              |             |             |             |
| Хрвати       | Хрвати       |             | 835         | 94,35%      |
| Срби         | Срби         |             | 16          | 1,80%       |
| Југословени  | Југословени  |             | 8           | 0,90%       |
| Чеси         | Чеси         |             | 8           | 0,90%       |
| Албанци      | Албанци      |             | 6           | 0,67%       |
| Муслимани    | Муслимани    |             | 5           | 0,56%       |
| Италијани    | Италијани    |             | 1           | 0,11%       |
| Мађари       | Мађари       |             | 1           | 0,11%       |
| Црногорци    | Црногорци    |             | 1           | 0,11%       |
| неопредељени | неопредељени |             | 3           | 0,33%       |
| непознато    | непознато    |             | 1           | 0,11%       |
| укупно: 885  |              |             |             |             |